# Arroyo Ayuí Grande (Entre Ríos)
El arroyo Ayuí Grande es un curso de agua de la provincia de Entre Ríos, Argentina, que nace en las faldas de la cuchilla Grande en el departamento Concordia,  unos pocos kilómetros al noreste de Los Charrúas, y fluye hacia el sureste, desarrollando todo su curso en ese departamento hasta desaguar en el río Uruguay, pocos kilómetros al sur de la represa de Salto Grande, dentro del ejido de la ciudad de Concordia. 
Ayuí es palabra del idioma guaraní que significa 'río que viene'. Etimológicamente formada por dos vocablos "a-jû", primera persona del singular del verbo venir, "yo vengo" y el diminutivo "i", que equivale a "poco" o "de a poco"; es decir, "yo vengo de a poco"; probablemente hace referencia al curso de agua no muy correntosa o de baja velocidad de fluido.
El arroyo Ayuí Grande nace en el punto de coordenadas 31°10′40″S 58°07′07″O / -31.17778, -58.11861 a una altitud de 42 m s. n. m. en la confluencia de dos arroyos. Su principal afluente es el arroyo Loma de Negra (de 15,09 km de curso), seguido por el arroyo Seco (de 8,43 km de curso). Recibe también otros 4 afluentes cuyas longitudes están entre 4 y 8 km. Luego de recorrer 26,38 km, formando una isla en su recorrido, desagua en el río Uruguay a 31°17′12″S 57°57′10″O / -31.28667, -57.95278 en el paraje la Tortuga Alegre a 1800 m aguas abajo de la represa de Salto Grande, también conocida como presa del Ayuí. Considerando los afluentes que le dan origen la longitud total del arroyo es de 34,67 km.
El arroyo da nombre al municipio de Colonia Ayuí del cual sirve de límite de su ejido con el del municipio de Concordia durante el curso medio de su recorrido. 
En julio de 2000 fue creada la reserva natural Arroyo Ayuí Grande como un emprendimiento privado de la empresa Masisa S.A., en un área de 215 hectáreas en la zona donde el arroyo es atravesado por la Ruta Nacional N° 14. La reserva pretende conservar la selva en galería que crece en torno al arroyo y que es una prolongación de la Selva Misionera o Paranaense. Entre las especies que crecen en las márgenes del arroyo se hallan: seibo, el canelón, la palma pindó, el laurel y el curupí. Lo atraviesa la Ruta Nacional A015.

## Historia
En el sector comprendido entre los arroyos Ayuí Grande y Ayuí Chico estuvo situado en 1812 el Campamento del Ayuí, lugar de refugio de los habitantes de la Banda Oriental que siguieron a José Gervasio Artigas en el hecho conocido como Éxodo oriental y desde donde ejerció el cargo de teniente gobernador, justicia mayor y capitán del departamento de Yapeyú en las Misiones. José Rondeau dice en sus Memorias que el campamento se hallaba a siete leguas más arriba del paso del Salto.
Durante la Rebelión Jordanista, el coronel del Ejército Argentino Luis María Campos obtuvo el 13 de mayo de 1873 un triunfo sobre los rebeldes sobre las márgenes del arroyo, conocido como combate de Arroyo Ayuí.
Durante la guerra del Paraguay en 1865 el ejército de  Bartolomé Mitre tuvo su campamento entre los dos arroyos Ayuí, con unos 25 000 soldados. En el año 2010 surgió una controversia a nivel nacional cuando el vicepresidente del Grupo Clarín, José Aranda, y el magnate George Soros, intentaron desviar el río Ayui para sus tierras en Corrientes para inundar 8.000 hectáreas para la producción de arroz. Esto trajo denuncias de pescadores y ganaderos rio abajo.Mientras que el gobernador correntino, Ricardo Colombi apoyo la represa para revisar el Río el ministro provincial de medicina ambiente junto con las autoridades nacionales y municipales se opusieron.El ministerio de Medio ambiente prohibió el desvío de rio ya que la obra resulta incompatible con las obligaciones asumidas por la Argentina en el Estatuto del Río Uruguay y otros acuerdos y normas internacionales vigentes en materia de derecho internacional del medio ambiente”